# Ranapur
Ranapur là một thị xã và là một nagar panchayat của quận Jhabua thuộc bang Madhya Pradesh, Ấn Độ.

## Địa lý
Ranapur có vị trí 22°39′B 74°32′Đ / 22,65°B 74,53°Đ Nó có độ cao trung bình là 370 mét (1213 feet).

## Nhân khẩu
Theo điều tra dân số năm 2001 của Ấn Độ, Ranapur có dân số 10.617 người. Phái nam chiếm 52% tổng số dân và phái nữ chiếm 48%. Ranapur có tỷ lệ 62% biết đọc biết viết, cao hơn tỷ lệ trung bình toàn quốc là 59,5%: tỷ lệ cho phái nam là 71%, và tỷ lệ cho phái nữ là 53%. Tại Ranapur, 16% dân số nhỏ hơn 6 tuổi.